# Stephanie Mortimer
Pas d'image ? Cliquez ici

a Compétitions nationales et continentales officielles uniquement.

b Matchs officiels uniquement.
Dernière mise à jour le 29 avril 2025.
Stephanie Mortimer, née le 2 octobre 1981 à Blenheim, est une joueuse néo-zélandaise de rugby à XV. Elle joue au poste d'ailière, et représente l'équipe de Nouvelle-Zélande entre 2003 et 2006.

## Biographie
Rachel Makata fait ses débuts internationaux avec l'équipe de Nouvelle-Zélande de rugby à XV en 2003. En 2004, elle fait une saison impressionnante en club et en équipe nationale, elle remporte le titre de joueuse de l'année de Nouvelle-Zélande.
Elle remporte la Coupe du monde 2006 avec son pays.

## Palmarès
- 12 sélections en équipe de Nouvelle-Zélande.
- Championne du monde en 2006.